# Néferouhenout
Néferouhenout est une reine égyptienne antique de la XIIe dynastie. Elle est très probablement l'épouse de Sésostris III. 
Néferouhenout était « l'épouse du roi », « membre de l'élite » (iryt-pat) et « celle qui voit Horus et Seth ».
Elle n'est jusqu'à présent connue que de son sarcophage et des fragments de la chapelle trouvée à côté de sa pyramide, qui faisait partie du complexe pyramidal de Sésostris III à Dahchour. La position de sa tombe, à côté de la pyramide du roi Sésostris III, rend très probable qu'elle était sa femme. Dieter Arnold, qui a re-fouillé le complexe de la pyramide et le tombeau de la reine, a noté la faible qualité de l'inscription sur son sarcophage, qui contraste fortement avec les sarcophages d'autres femmes royales enterrées à côté de la pyramide. Sa tombe a été retrouvée volée, seules deux têtes de masse ont été découvertes par Jacques de Morgan qui a fouillé la tombe en 1894. 